# Wiener Blut (vals)
Denna artikel handlar om valsen "Wiener Blut", för operetten med samma namn se Wiener Blut.

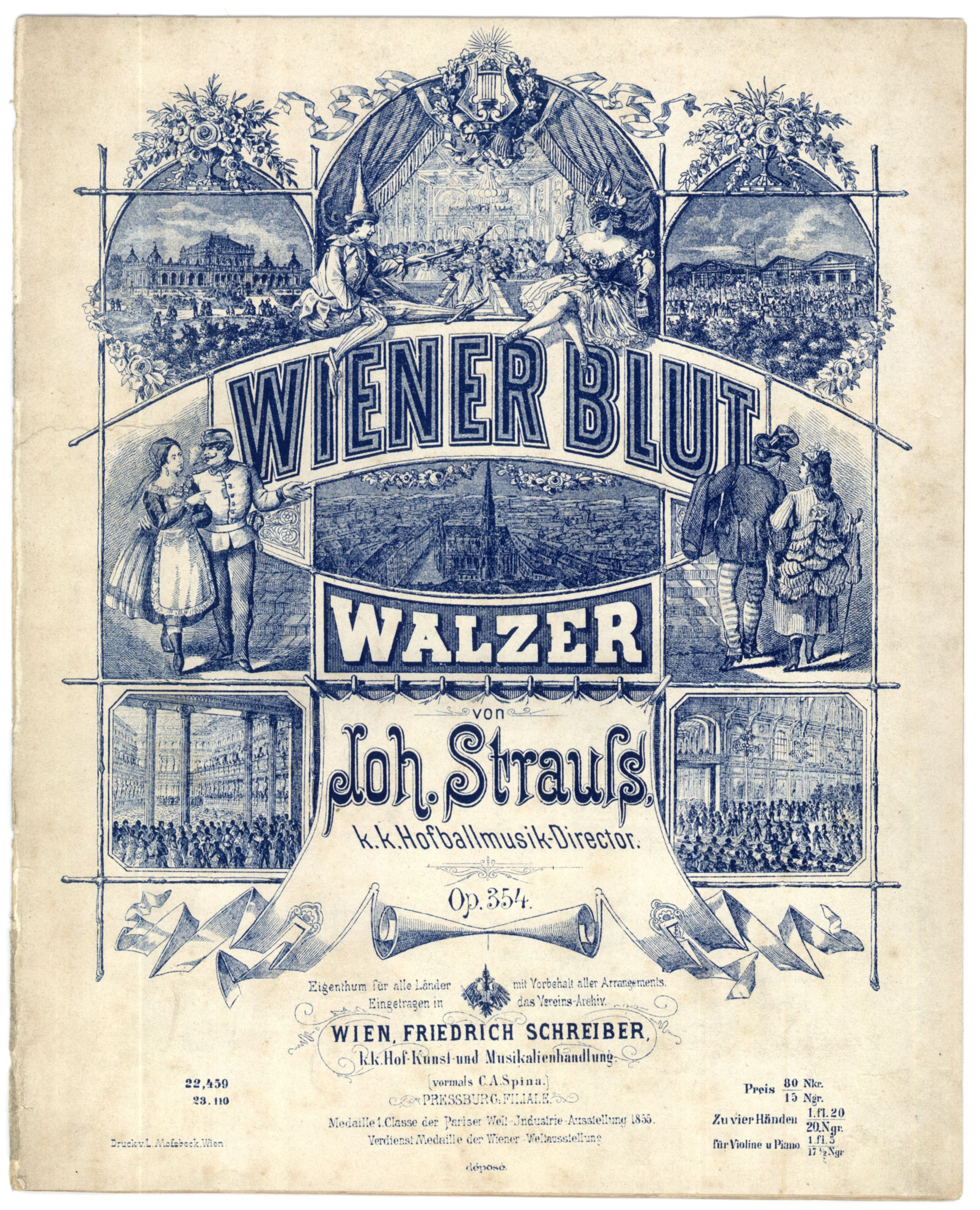
Klaverutdragets framsida.

Wiener Blut, op. 354, är en konsertvals av Johann Strauss den yngre. Den spelades första gången den 22 april 1873 i Musikverein i Wien.

## Historia
Den 20 april 1873 gifte sig ärkehertiginnan Gisela av Österrike (äldsta dotter till kejsare Frans Josef I och kejsarinnan Elisabeth) med prins Leopold av Bayern. Bröllopet ägde rum i Wien och för att hedra brudparet anordnades en rad glittrande fester, däribland en hovbal i slottet Hofburg och en festival i nöjesparken Pratern. 
Personalen på Wiener Hofoper utlovade en "Hovoperabal" den 22 april (en föregångare till våra dagars "Wiener Opernball"). Men då kejsaren inte tillät dans i Wiener Hofoper, eftersom han såg på den som "sin", hölls evenemanget i Gyllene salen i Musikverein - hemvist för Gesellschaft der Musikfreunde och platsen för den årliga Nyårskonserten i Wien. För att locka så mycket prominenta gäster som möjligt vinnlade sig ledningen för balen att erbjuda ett ytterst tilltalande program. De engagerade Straussorkestern och dess dirigent Eduard Strauss (yngre bror till Johann Strauss) att spela musik till dansen men de undanhöll kvällens överraskning till runt midnatt då en paus utlystes under en timme till förmån både orkestern och de dansande.

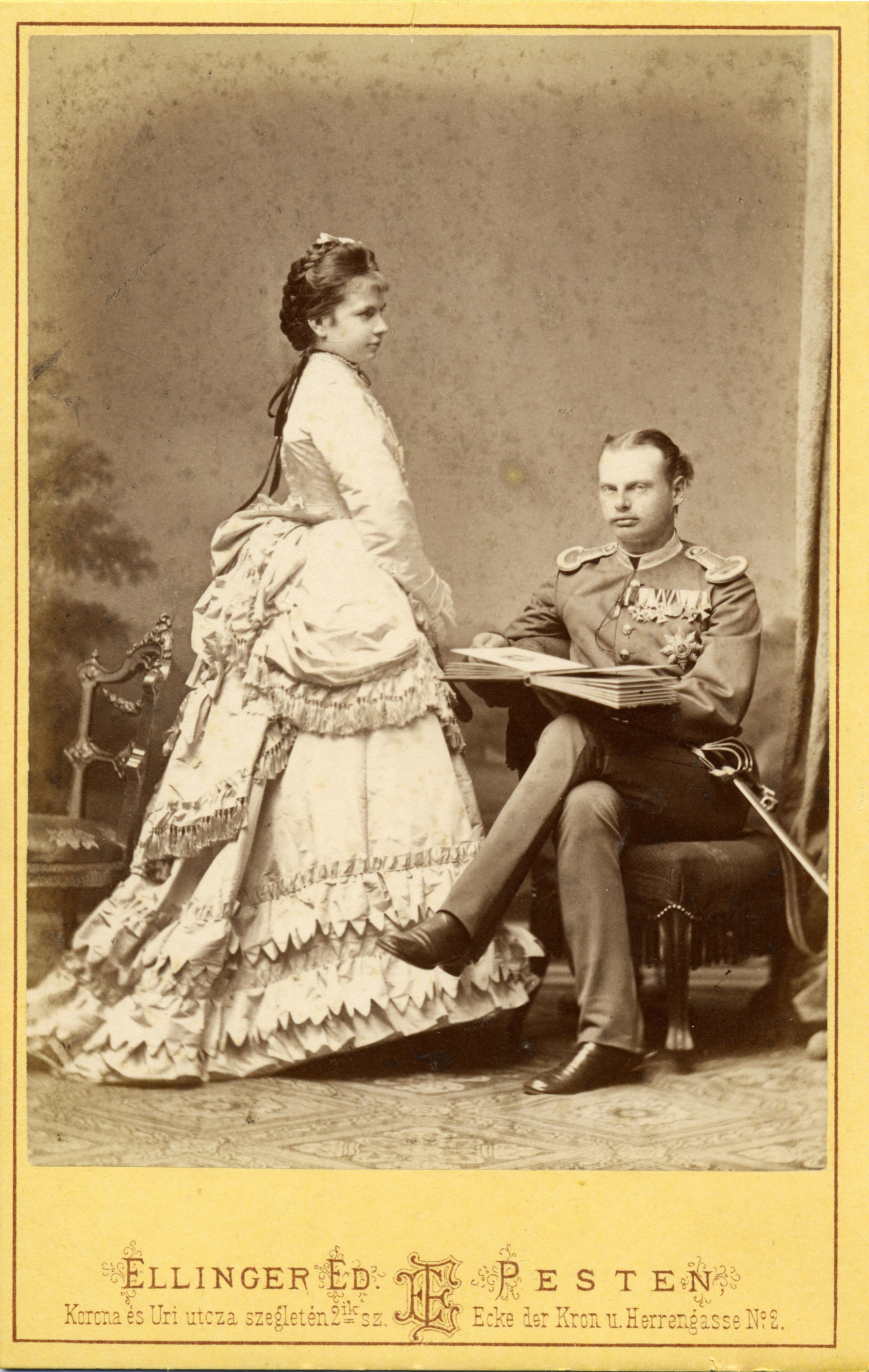
Ärkehertiginnan Gisela av Österrike och prins Leopold av Bayern 1872.

Höjdpunkten infall sig då det avslöjades att den permanenta orkestern vid Wiener Hofoper - Wienerfilharmonikerna - skulle framföra en kortare konsert. Då den ordinarie dirigenten för orkestern, Johann von Herbeck, hade insjuknat kort före balen ersattes han av Otto Dessoff som fick framföra det första stycket: Carl Maria von Webers Aufforderung zum Tanz i Hector Berliozs orkestrering. Kritikern i Der Fremden-Blatt skrev den 24 april om framförandet: "Det spelades med sådan energi och precision att kanske ingen kan säga sig ha hört det spelas bättre". Han fortsatte: "Efter detta steg Johann Strauss på dirigentpulten för att framföra sin senaste vals 'Wiener Blut'. Vi tror inte att vi överdriver vår lovsång om vi räknar detta verk såsom det bästa av valskungen. Dansstycket är en samling av genuina wienska toner, full av melodi och elektriska rytmer. På allmän begäran fick det tas om på nytt". Recensenten i Neues Wiener Tagblatt (23 april) var lika entusiastisk och räknade valsen "bland det vackraste som Strauss har skrivit på år. I dessa tretakter, ibland muntra, ibland sentimentala, flödar friskt, fritt och rött Wienerblod".
Framförandet av valsen Wiener Blut kvällen den 22 april 1873 utgjorde också det första tillfället då Johann Strauss dirigerade den världsberömda orkestern Wienerfilharmonikerna, vilket samtidigt var starten för orkesterns "Strausstradition". Orkestern hade tidigare undanbett sig all sammanblandning med "Valskungen", då de inte önskade bli förknippade med "lättare" musik. (Ett halvår senare, den 4 november 1873, skulle orkestern cementera denna relation ytterligare genom att Strauss dirigerade ett framförande av valsen An der schönen blauen Donau för första gången vid en konsert i Gyllene salen i Musikverein.)
Valsen Wiener Blut lånade senare ut sitt namn och några av dess melodier (temana 1A, 1B och 4B) till pastischoperetten Wiener Blut, vilken sattes upp på Wiens Carltheater den 26 oktober 1899, mindre än fem månader efter Johann Strauss död. Musiken bestod av tidigare publicerade melodier av Strauss arrangerade av Adolf Müller.
Pianoutgåvan av valsen tillägnades kung Kristian IX av Danmark, vilket var besynnerligt eftersom valsen i dess orkesterversion var tillägnad Wienerfilharmonikerna.

## Nyårskonserten i Wien

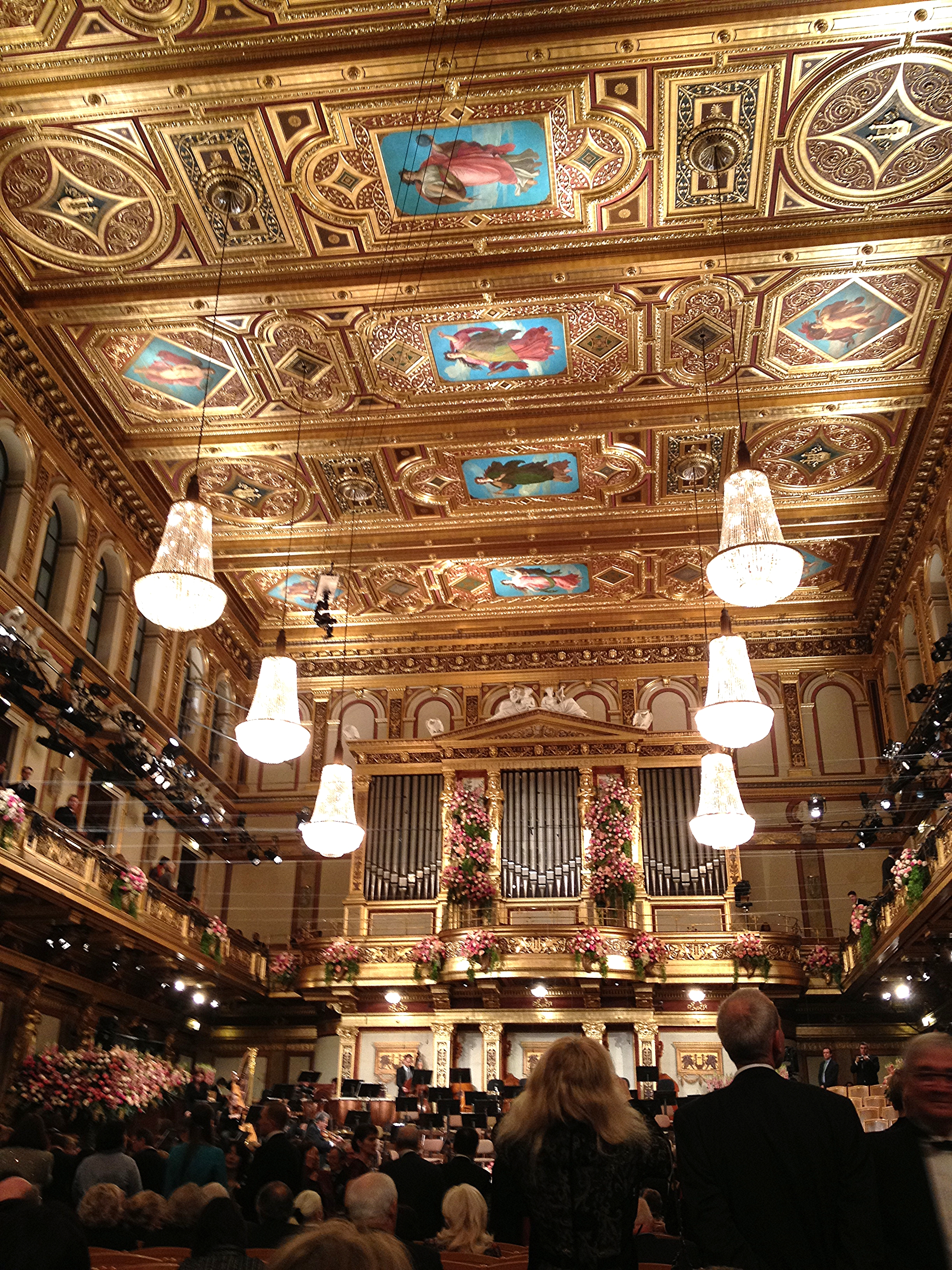
Nyårskonserten i Gyllene salen i Musikverein.

Valsen är en återkommande del av repertoaren till Wienerfilharmonikernas nyårskonsert i Musikverin:
- 1941 – Clemens Krauss
- 1951 – Clemens Krauss
- 1955 – Willi Boskovsky
- 1958 – Willi Boskovsky
- 1960 – Willi Boskovsky
- 1971 – Willi Boskovsky
- 1980 – Lorin Maazel
- 1984 – Lorin Maazel
- 1990 – Zubin Mehta
- 2002 – Seiji Ozawa

## I populärkulturen
- Den tyska filmen Wiener Blut (regi: Willi Forst) från 1942 bygger på operetten och valsen har en framträdande plats i handlingen. Filmen var en av de mest inkomstbringande filmerna i Tyskland under andra världskriget.
- Valsen är ett återkommande tema i Alfred Hitchcocks film Illdåd planeras? från 1941.
- Stycket förekommer i filmen Zombieland från 2009, där eftertexten hänvisar till den som "Vienna Blood Waltz".
- Stycket framförs på piano av Johann Strauss i Tom och Jerry-episoden Johann Mouse.
- Stycket förekommer i filmen Sherlock Holmes: A Game of Shadows från 2011.

## Om valsen
Speltiden är ca 11 minuter och 43 sekunder plus minus några sekunder beroende på dirigentens musikaliska tolkning.

## Weblänkar
- Wiener Blut i Naxos-utgåvan.